# (20081) Occhialini
(20081) Occhialini  es un asteroide perteneciente al cinturón de asteroides, descubierto el 12 de marzo de 1994 por Vittorio Goretti y Maura Tombelli desde el Estación de la Cima Ekar, en Italia.

## Designación y nombre
Occhialini se designó inicialmente como 1994 EE3.
Más adelante fue nombrado en honor al físico nuclear italiano  Giuseppe Occhialini (1907-1993).

## Características orbitales
Occhialini orbita a una distancia media del Sol de 2,4542 ua, pudiendo acercarse hasta 2,2374 ua y alejarse hasta 2,6711 ua. Tiene una excentricidad de 0,0883 y una inclinación orbital de 7,6405° grados. Emplea en completar una órbita alrededor del Sol 1404 días.

## Características físicas
Su magnitud absoluta es 14,2.